# Diofantes
Diofantes o Diofant (en llatí Diophantus o Diophantes, en grec Διόφαντος o també Διοφάντης) va ser un escriptor de temes mèdics nascut a Lícia. El menciona Galè, que cita diverses de les seves fórmules. Va viure vers el segle i o II.